# Голеш (Софійська область)
Го́леш (болг. Голеш) — село в Софійській області Болгарії. Входить до складу общини Годеч.

## Населення
За даними перепису населення 2011 року у селі проживали 59 осіб, усі — болгари.
Розподіл населення за віком у 2011 році:
Динаміка населення: